# Jan Wendel Gerstenhauer Zimmerman

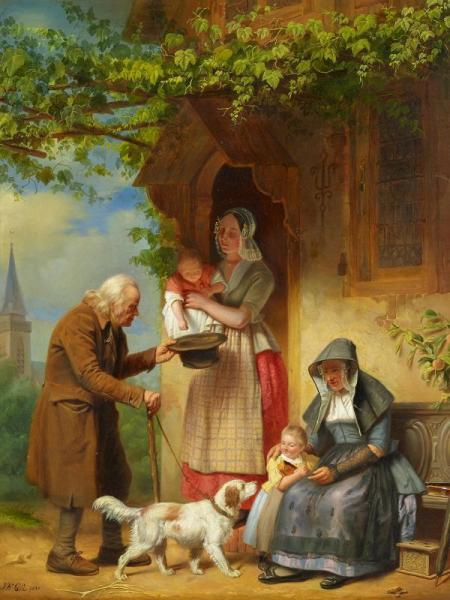
Die milde Gabe

Jan Wendel Gerstenhauer Zimmerman (* 31. Januar 1816 in Monnickendam; † 24. September 1887 in Rotterdam) war ein niederländischer Maler und Lithograf.
Gerstenhauer Zimmerman studierte an der Rijksakademie van beeldende kunsten in Amsterdam und bei Jan Adam Kruseman. Nach dem Studium war er in Amsterdam bis 1859, in Middelburg von 1862 bis 1870 und in Rotterdam von 1873 bis 1887 tätig.
Er widmete sich der Genre- und Porträtmalerei, war auch Zeichner und Lithograf (1842 zusammen mit Nicolaus Berkhout). Er nahm an Ausstellungen in Amsterdam, Den Haag, Rotterdam (1834–1888) und Leeuwarden (1859) teil.